# مارك وورثينغتون
مارك وورثينغتون (بالإنجليزية: Mark Worthington) مواليد 08 يونيو 1983، هو لاعب كرة سلة أسترالي بدأ مسيرته الاحترافية في سنة 2005 يلعب في الدوري الأسترالي لكرة السلة ويحمل الرقم 33.

## فرق لعب لها
- بروس باسكتس

## روابط خارجية
- مارك وورثينغتون على موقع الاتحاد الدولي لكرة السلة (الإنجليزية)
- مارك وورثينغتون على موقع كرة السلة الأوروبية.كوم (الإنجليزية)
- مارك وورثينغتون على موقع ريلجم (الإنجليزية)
- مارك وورثينغتون على موقع بروبوليرز (الإنجليزية)
- مارك وورثينغتون على موقع سبورتس رفرنس (الإنجليزية)
- مارك وورثينغتون على موقع أوليمبيديا (الإنجليزية)
- مارك وورثينغتون على موقع اللجنة الأولمبية الأسترالية (الإنجليزية)
- مارك وورثينغتون على موقع دورة ألعاب الكومنولث 2006 (مؤرشف) (الإنجليزية)